# Ле Готе (Фрозиноне)
Ле Готе је насеље у Италији у округу Фрозиноне, региону Лацио.
Према процени из 2011. у насељу је живело 279 становника. Насеље се налази на надморској висини од 200 м.